# Dirk Verhofstadt
Dirk Verhofstadt (Dendermonde, 1955) è un filosofo fiammingo, teorico del liberalismo sociale, nel solco della tradizione della filosofia di Cesare Beccaria e John Rawls.

## Biografia

### Famiglia e formazione
Dirk Verhofstadt è il fratello minore di Guy, ex Primo ministro del Belgio. Ha studiato per la prima volta diritto e scienze della comunicazione all'Università di Gand, ha lavorato per anni nel settore dei media e ha scritto una serie di libri.
Il 1º luglio 2010 ha conseguito la laurea in Scienze Morali presso la Facoltà di Lettere e Filosofia dell'Università di Gand con la sua tesi di dottorato su Pio XII e la distruzione degli ebrei. Una ricerca scientifica storica e morale sulla responsabilità morale di Papa Pio XII riguardo alla Soluzione Finale della Judenfrage.
Dirk Verhofstadt è professore di "Media ed etica" presso il Dipartimento di Scienze della comunicazione (Facoltà di Scienze politiche e sociali) dell'Università di Gand e membro del Center for Journalism Studies. Il 1º ottobre 2017 è stato promosso a conferenziere senior.

## Gruppo di esperti
È il membro principale del think tank liberale indipendente Liberales. Questo think tank è la controparte del think tank di destra Nova Civitas. Questo è stato guidato dal professore di legge di Gand a Boudewijn Bouckaert, che è stato un critico forte delle opere di Dirk Verhofstadt. Questo regolarmente ha risposto con aspre critiche al liberalismo di destra. Dichiara regolarmente che il libertarismo e il neoliberismo non hanno nulla a che fare con il liberalismo.